# Kazimierz Paprocki (malarz)
Kazimierz Paprocki (ur. 28 maja 1917 w Stryju, zm. 23 sierpnia 2001 w Gliwicach) – polski malarz, artysta plastyk, wykładowca na Politechnice Śląskiej.

## Życiorys
W 1936 ukończył gimnazjum w rodzinnym mieście i wyjechał do Krakowa, gdzie rozpoczął studia na Wydziale Malarstwa Akademii Sztuk Pięknych pod kierunkiem Władysława Jarockiego. Równocześnie pobierał lekcje rysunku i malarstwa u Kazimierza Sichulskiego i Ignacego Pieńkowskiego, naukę przerwał wybuch II wojny światowej. Po 1945 kontynuował studia pod kierunkiem Xawerego Dunikowskiego, dyplom otrzymał w 1948, a następnie wyjechał do Zakopanego, gdzie pracował jako nauczyciel w Zespole Szkół Budowlanych. W 1950 wstąpił do Związku Polskich Artystów Plastyków, wyjechał wówczas do Gliwic, gdzie został wykładowcą rysunku odręcznego na Wydziale Architektury Politechniki Śląskiej. Równolegle do pracy zawodowej był czynnym artystą, jego prace wielokrotnie wystawiano w kraju i zagranicą. Tworzył portrety m.in. poczet rektorów Politechniki Śląskiej, obrazy i polichromie o tematyce sakralnej. W 1982, w 300-lecie odsieczy wiedeńskiej stworzył tryptyk "Jan III w drodze na Wiedeń", który znajduje się w Sali Rajców gliwickiego ratusza. Poza malarstwem sztalugowym zajmował się medalierstwem i rzeźbą. Spoczywa na Cmentarzu Lipowym w Gliwicach (kw. F1-5-1).

## Odznaczenia
- Krzyż Kawalerski Orderu Odrodzenia Polski /1979/.